# SNVI K 66
Pour les articles homonymes, voir K66.
Le SNVI K66 est un camion semi-léger produit par le constructeur algérien SNVI depuis 1975.il hérite de la cabine de type k.1980 utilisé sur les Berliet Série K & Citroën Dauphin K01 et autres Berliet Stradair.  Il est équipé d'un 4 cylindres en ligne Deutz. CMT ou KHD  Type F4L912 diesel de 73 ch, avec une boite de vitesses BBS 450 à 4 ou 5 rapports ZF S5-42 . Il affiche un poids total en charge de 6,6 tonnes. il a reçu une légère modification au niveau des optiques en 2004 .
Nombreux modifications et modernisations fut  apporté au châssis , on note l'introduction de la direction assisté de série type ZF Servocom 8090 à assistance intégrée . le pont  P410 de conception SNVI ainsi que l'essieu SNVI E2A Section en L .
Version proposé :
Le camion fut proposé avec une version Cummins 4BTAA , de 110 chevaux, 4 cylindres en ligne avec boite de vitesses à 5 rapports.
En 2012, le K66 a reçu un petit lifting extérieur (face avant, optiques, pare-chocs avant, portes) et intérieur (tableau de bord, volant) et une version cabine basculante : cette troisième version a été présentée à l’occasion de la 45e Foire Internationale d'Alger, cette version fut construite avec l'aide de Méditerranée polyester et n'a jamais vu le jour.

## Gamme

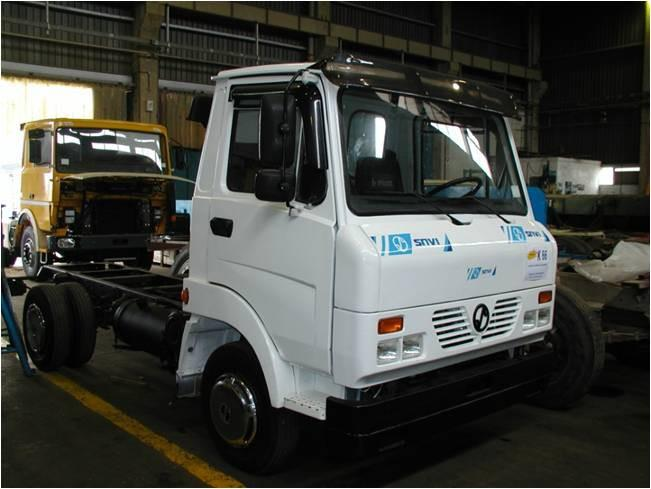
SNVI K 66, version 2012

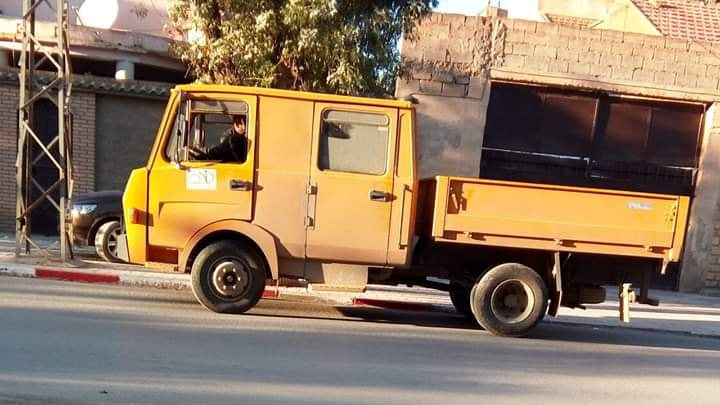
SNVI K 66, déclinaison double cabine

### Civile
- K 66 Cabine basculante
- K 66 Plateau
- K 66 Plateau bâché transport de personnes
- K 66 Benne transporteur
- K 66 Dépannage
- K 66 CTH 3 000 L
- K 66 Nacelle
- K 66 Vide avion
- K 66 Fourgon frigorifique
- K 66 Ampliroll
- K 66 Cabine Profonde
- K 66 Benne à Ordures Ménagères
- K 66 Double cabine

### Militaire
- K 66 Benne transporteur
- K 66 Fourgon frigorifique
- K 66 CTH
- K 66 Nacelle